# Platyscopus moorei
Platyscopus moorei är en insektsart som beskrevs av Evans 1972. Platyscopus moorei ingår i släktet Platyscopus och familjen dvärgstritar. Inga underarter finns listade i Catalogue of Life.